# Marius Grigonis
Marius Grigonis (Kaunas, 26 de abril de 1994) é um basquetebolista profissional lituano que atualmente joga pelo Žalgiris Kaunas na LKL e EuroLiga. O atleta possui 1,94m de altura, atua na posição ala e fez parte das seleções lituanas de base.